# El Patrocinio
El Patrocinio är en ort i Mexiko.   Den ligger i kommunen Pinos och delstaten Zacatecas, i den centrala delen av landet, 400 km nordväst om huvudstaden Mexico City. El Patrocinio ligger 2 330 meter över havet och antalet invånare är 274.
Terrängen runt El Patrocinio är platt åt nordväst, men åt sydost är den kuperad. Runt El Patrocinio är det ganska glesbefolkat, med 21 invånare per kvadratkilometer. Närmaste större samhälle är Pinos, 9,3 km söder om El Patrocinio. Omgivningarna runt El Patrocinio är i huvudsak ett öppet busklandskap.